# Resolutie 2328 Veiligheidsraad Verenigde Naties
Resolutie 2328 van de Veiligheidsraad van de Verenigde Naties werd unaniem door de VN-Veiligheidsraad aangenomen op 19 december 2016. De resolutie eiste van de strijdende partijen in Syrië dat VN-waarnemers ongehinderd zouden kunnen toezien op de evacuatie van burgers uit het oosten van de stad Aleppo, waar eind 2016 hevig gevochten werd tussen het Syrische leger en rebellen die de stad in handen hadden.
De resolutie kwam tot stand na onderhandelingen met Rusland, dat eerder al zes gelijkaardige resoluties had geblokkeerd met een veto. Frankrijk, dat de tekst had opgesteld, ging de dag voordien akkoord met de uiteindelijke verwoording van de tekst, en noemde die noodzakelijk om een einde te maken aan de "grootschalige gruweldaden".

## Achtergrond

### Burgeroorlog
In 2011 braken in navolging van andere Arabische landen ook in Syrië protesten uit tegen het regime van president Bashar al-Assad. Dat regime probeerde de protesten met harde hand neer te slaan, waarbij duizenden doden vielen. De protesten mondden gaandeweg uit in een burgeroorlog tussen de regering, verscheidene oppositiegroepen en extremistische groeperingen. Een van die groeperingen was Islamitische Staat, dat niet enkel in Syrië en Irak gewelddaden beging, maar ook terreuraanslagen pleegde in andere landen. Daarom voerden een aantal landen, waaronder de VS, Rusland en Frankrijk, luchtaanvallen uit op IS-bolwerken in Syrië. Westerse landen steunden de rebellen, terwijl Rusland Assad bleef steunen en ook de rebellen bombardeerde. In 2016 vielen troepen uit buurland Turkije Syrië binnen, ter ondersteuning van de rebellen, maar ook tegen de door het Westen gesteunde Koerdische rebellen.

### Aleppo
De noordelijk gelegen stad Aleppo werd vanaf 2012 belegerd door rebellen van het Vrij Syrisch Leger, en bleef in de volgende jaren een strijdtoneel. Zowel het regeringsleger als de rebellen en terreurgroepen als Islamitische Staat hadden een deel van de stad in handen. Eind juni 2016 lanceerde het regeringsleger een groot offensief tegen de rebellen in het oosten. Bij de zware bombardementen vielen ook veel burgerslachtoffers. Verschillende initiatieven tot een staakt-het-vuren om de bevolking te evacueren mislukten. Een nieuwe overeenkomst voor de evacutatie van burgers én rebellen kwam tot stand op 13 december. Op 22 december was de evacuatie compleet, en had het regeringsleger heel de stad in handen. 31 VN-waarnemers hadden hierop toegezien.

## Inhoud
Er waren inspanningen aan de gang om de bevolking uit Aleppo te evacueren. Vooral voor het oostelijke deel van de stad was dit van belang. Dit moest op vrijwillige basis gebeuren, en de mensen moesten zelf kunnen kiezen waar ze naartoe gingen. Gewonden en kwetsbare mensen moesten voorrang krijgen. De VN en andere relevante organisaties moesten hierop toezien. De strijdende partijen moesten de waarnemers ongehinderd toegang verlenen. De secretaris-generaal werd gevraagd er snel voor te zorgen dat de VN konden toezien op het welzijn van de bevolking in het oosten van Aleppo.
Alle partijen moesten de Verenigde Naties ook ongehinderd toelaten noodhulp te leveren in heel Syrië en de bevolking respecteren en beschermen, zoals het internationaal recht voorschrijft. Verder moesten ze hulpverleners, hun materieel en ziekenhuizen respecteren en beschermen.
Lijst ·  2260 ·  2261 ·  2262 ·  2263 ·  2264 ·  2265 ·  2266 ·  2267 ·  2268 ·  2269 ·  2270 ·  2271 ·  2272 ·  2273 ·  2274 ·  2275 ·  2276 ·  2277 ·  2278 ·  2279 ·  2280 ·  2281 ·  2282 ·  2283 ·  2284 ·  2285 ·  2286 ·  2287 ·  2288 ·  2289 ·  2290 ·  2291 ·  2292 ·  2293 ·  2294 ·  2295 ·  2296 ·  2297 ·  2298 ·  2299 ·  2300 ·  2301 ·  2302 ·  2303 ·  2304 ·  2305 ·  2306 ·  2307 ·  2308 ·  2309 ·  2310 ·  2311 ·  2312 ·  2313 ·  2314 ·  2315 ·  2316 ·  2317 ·  2318 ·  2319 ·  2320 ·  2321 ·  2322 ·  2323 ·  2324 ·  2325 ·  2326 ·  2327 ·  2328 ·  2329 ·  2330 ·  2331 ·  2332 ·  2333 ·  2334 ·  2335 ·  2336